# Tour de Turquie 2014
La 50e édition du Tour de Turquie a lieu du 27 avril au 4 mai 2014. La course fait partie du calendrier UCI Europe Tour 2014 en catégorie 2.HC.

## Présentation

### Équipes
Classé en catégorie 2.HC de l'UCI Europe Tour, le Tour de Turquie est par conséquent ouvert aux UCI ProTeams dans la limite de 70 % des équipes participantes, aux équipes continentales professionnelles, aux équipes continentales italiennes et à une équipe nationale italienne.
21 équipes participent à ce Tour de Turquie - 8 ProTeams, 12 équipes continentales professionnelles et 1 équipe continentale :
| Nom de l'équipe         | Pays       | Code |
| ----------------------- | ---------- | ---- |
| Astana                  | Kazakhstan | AST  |
| Belkin                  | Pays-Bas   | BEL  |
| Cannondale              | Italie     | CAN  |
| Katusha                 | Russie     | KAT  |
| Lampre-Merida           | Italie     | LAM  |
| Lotto-Belisol           | Belgique   | LTB  |
| Omega Pharma-Quick Step | Belgique   | OPQ  |
| Orica-GreenEDGE         | Australie  | OGE  |

| Nom de l'équipe | Pays    | Code |
| --------------- | ------- | ---- |
| Torku Şekerspor | Turquie | TRK  |

| Nom de l'équipe             | Pays           | Code |
| --------------------------- | -------------- | ---- |
| Bardiani CSF                | Italie         | BAR  |
| Caja Rural-Seguros RGA      | Espagne        | CJR  |
| CCC Polsat Polkowice        | Pologne        | CCC  |
| Cofidis                     | France         | COF  |
| Colombia                    | Colombie       | COL  |
| Drapac                      | Australie      | DPC  |
| MTN-Qhubeka                 | Afrique du Sud | MTN  |
| Neri Sottoli                | Italie         | NRI  |
| Novo Nordisk                | États-Unis     | TNN  |
| Topsport Vlaanderen-Baloise | Belgique       | TSV  |
| UnitedHealthcare            | États-Unis     | UHC  |
| Wanty-Groupe Gobert         | Belgique       | WGG  |

En vue du Tour d'Italie, l'équipe Colombia confie ses passeports à l'ambassade britannique à Rome, pour pouvoir traverser le territoire nord-irlandais, lors de la compétition. Les délais de restitution sont anormalement longs et empêchent la formation d'être au départ de la course turque.

## Étapes
| Étape     | Date     | Villes étapes       |  | Distance (km) | Vainqueur d’étape | Leader du classement général |
| --------- | -------- | ------------------- |  | ------------- | ----------------- | ---------------------------- |
| 1re étape | 27 avril | Alanya - Alanya     |  | 141,6         | Mark Cavendish    | Mark Cavendish               |
| 2e étape  | 28 avril | Alanya - Kemer      |  | 174,6         | Mark Cavendish    | Mark Cavendish               |
| 3e étape  | 29 avril | Finike - Elmalı     |  | 184,7         | Rein Taaramäe     | Rein Taaramäe                |
| 4e étape  | 30 avril | Fethiye - Marmaris  |  | 125           | Mark Cavendish    | Rein Taaramäe                |
| 5e étape  | 1er mai  | Marmaris - Bodrum   |  | 177,3         | Elia Viviani      | Rein Taaramäe                |
| 6e étape  | 2 mai    | Bodrum - Selçuk     |  | 183,1         | Adam Yates        | Adam Yates                   |
| 7e étape  | 3 mai    | Kuşadası - Izmir    |  | 136,3         | Elia Viviani      | Adam Yates                   |
| 8e étape  | 4 mai    | Istanbul - Istanbul |  | 121           | Mark Cavendish    | Adam Yates                   |

## Déroulement de la course

### 1reétape
|    | Coureur             | Équipe                      |    | Temps           |
| -- | ------------------- | --------------------------- | -- | --------------- |
| 1  | Mark Cavendish      | Omega Pharma-Quick Step     | en | 3 h 15 min 43 s |
| 2  | Elia Viviani        | Cannondale                  | +  | m.t             |
| 3  | Theo Bos            | Belkin                      |    | m.t             |
| 4  | Niccolò Bonifazio   | Lampre-Merida               |    | m.t             |
| 5  | Michael Van Staeyen | Topsport Vlaanderen-Baloise |    | m.t             |
| 6  | Andrea Palini       | Lampre-Merida               |    | m.t             |
| 7  | Danilo Napolitano   | Wanty-Groupe Gobert         |    | m.t             |
| 8  | Jonas Van Genechten | Lotto-Belisol               |    | m.t             |
| 9  | Andrea Guardini     | Astana                      |    | m.t             |
| 10 | Kristian Sbaragli   | MTN-Qhubeka                 |    | m.t             |

|    | Coureur             | Équipe                      |    | Temps           |
| -- | ------------------- | --------------------------- | -- | --------------- |
| 1  | Mark Cavendish      | Omega Pharma-Quick Step     | en | 3 h 15 min 43 s |
| 2  | Elia Viviani        | Cannondale                  | +  | m.t             |
| 3  | Theo Bos            | Belkin                      |    | m.t             |
| 4  | Niccolò Bonifazio   | Lampre-Merida               |    | m.t             |
| 5  | Michael Van Staeyen | Topsport Vlaanderen-Baloise |    | m.t             |
| 6  | Andrea Palini       | Lampre-Merida               |    | m.t             |
| 7  | Danilo Napolitano   | Wanty-Groupe Gobert         |    | m.t             |
| 8  | Jonas Van Genechten | Lotto-Belisol               |    | m.t             |
| 9  | Andrea Guardini     | Astana                      |    | m.t             |
| 10 | Kristian Sbaragli   | MTN-Qhubeka                 |    | m.t             |

### 2eétape
|    | Coureur             | Équipe                  |    | Temps           |
| -- | ------------------- | ----------------------- | -- | --------------- |
| 1  | Mark Cavendish      | Omega Pharma-Quick Step | en | 3 h 50 min 17 s |
| 2  | Francesco Chicchi   | Neri Sottoli            | +  | m.t             |
| 3  | Niccolò Bonifazio   | Lampre-Merida           |    | m.t             |
| 4  | Kris Boeckmans      | Lotto-Belisol           |    | m.t             |
| 5  | Francesco Lasca     | Caja Rural-Seguros RGA  |    | m.t             |
| 6  | Ken Hanson          | UnitedHealthcare        |    | m.t             |
| 7  | Elia Viviani        | Cannondale              |    | m.t             |
| 8  | Theo Bos            | Belkin                  |    | m.t             |
| 9  | Maximiliano Richeze | Lampre-Merida           |    | m.t             |
| 10 | Marco Canola        | Bardiani CSF            |    | m.t             |

|    | Coureur             | Équipe                      |    | Temps           |
| -- | ------------------- | --------------------------- | -- | --------------- |
| 1  | Mark Cavendish      | Omega Pharma-Quick Step     | en | 7 h 06 min 00 s |
| 2  | Niccolò Bonifazio   | Lampre-Merida               | +  | m.t             |
| 3  | Elia Viviani        | Cannondale                  |    | m.t             |
| 4  | Theo Bos            | Belkin                      |    | m.t             |
| 5  | Michael Van Staeyen | Topsport Vlaanderen-Baloise |    | m.t             |
| 6  | Ken Hanson          | UnitedHealthcare            |    | m.t             |
| 7  | Wouter Wippert      | Drapac                      |    | m.t             |
| 8  | Francesco Chicchi   | Neri Sottoli                |    | m.t             |
| 9  | Danilo Napolitano   | Wanty-Groupe Gobert         |    | m.t             |
| 10 | Francesco Lasca     | Caja Rural-Seguros RGA      |    | m.t             |

### 3eétape
|    | Coureur           | Équipe                 |    | Temps           |
| -- | ----------------- | ---------------------- | -- | --------------- |
| 1  | Rein Taaramäe     | Cofidis                | en | 5 h 40 min 31 s |
| 2  | Adam Yates        | Orica-GreenEDGE        |    | 6 s             |
| 3  | Romain Hardy      | Cofidis                |    | 38 s            |
| 4  | Merhawi Kudus     | MTN-Qhubeka            |    | 38 s            |
| 5  | Davide Rebellin   | CCC Polsat Polkowice   |    | 38 s            |
| 6  | Luis León Sánchez | Caja Rural-Seguros RGA |    | 38 s            |
| 7  | Adam Hansen       | Lotto-Belisol          |    | 43 s            |
| 8  | Kristijan Đurasek | Lampre-Merida          |    | 44 s            |
| 9  | Juan José Cobo    | Torku Şekerspor        |    | 44 s            |
| 10 | Enrico Barbin     | Bardiani CSF           |    | 44 s            |

|    | Coureur           | Équipe                 |    | Temps            |
| -- | ----------------- | ---------------------- | -- | ---------------- |
| 1  | Rein Taaramäe     | Cofidis                | en | 12 h 46 min 31 s |
| 2  | Adam Yates        | Orica-GreenEDGE        | +  | 6 s              |
| 3  | Romain Hardy      | Cofidis                |    | 38 s             |
| 4  | Luis León Sánchez | Caja Rural-Seguros RGA |    | 38 s             |
| 5  | Merhawi Kudus     | MTN-Qhubeka            |    | 38 s             |
| 6  | Davide Rebellin   | CCC Polsat Polkowice   |    | 38 s             |
| 7  | Adam Hansen       | Lotto-Belisol          |    | 43 s             |
| 8  | Juan José Cobo    | Torku Şekerspor        |    | 44 s             |
| 9  | Davide Formolo    | Cannondale             |    | 44 s             |
| 10 | Enrico Barbin     | Bardiani CSF           |    | 44 s             |

### 4eétape
|    | Coureur             | Équipe                      |    | Temps           |
| -- | ------------------- | --------------------------- | -- | --------------- |
| 1  | Mark Cavendish      | Omega Pharma-Quick Step     | en | 3 h 14 min 23 s |
| 2  | Maximiliano Richeze | Lampre-Merida               | +  | m.t             |
| 3  | Mark Renshaw        | Omega Pharma-Quick Step     |    | m.t             |
| 4  | Kristian Sbaragli   | MTN-Qhubeka                 |    | m.t             |
| 5  | Elia Viviani        | Cannondale                  |    | m.t             |
| 6  | Jetse Bol           | Belkin                      |    | m.t             |
| 7  | Aldo Ino Ilešič     | UnitedHealthcare            |    | m.t             |
| 8  | Marco Haller        | Katusha                     |    | m.t             |
| 9  | Ahmet Örken         | Torku Şekerspor             |    | m.t             |
| 10 | Michael Van Staeyen | Topsport Vlaanderen-Baloise |    | m.t             |

|    | Coureur             | Équipe                 |    | Temps            |
| -- | ------------------- | ---------------------- | -- | ---------------- |
| 1  | Rein Taaramäe       | Cofidis                | en | 16 h 00 min 54 s |
| 2  | Adam Yates          | Orica-GreenEDGE        | +  | 6 s              |
| 3  | Romain Hardy        | Cofidis                |    | 38 s             |
| 4  | Luis León Sánchez   | Caja Rural-Seguros RGA |    | 38 s             |
| 5  | Merhawi Kudus       | MTN-Qhubeka            |    | 38 s             |
| 6  | Adam Hansen         | Lotto-Belisol          |    | 43 s             |
| 7  | Juan José Cobo      | Torku Şekerspor        |    | 44 s             |
| 8  | Davide Formolo      | Cannondale             |    | 44 s             |
| 9  | Enrico Barbin       | Bardiani CSF           |    | 44 s             |
| 10 | Aleksandr Dyachenko | Astana                 |    | 44 s             |

### 5eétape
|    | Coureur             | Équipe                      |    | Temps           |
| -- | ------------------- | --------------------------- | -- | --------------- |
| 1  | Elia Viviani        | Cannondale                  | en | 4 h 34 min 11 s |
| 2  | Mark Cavendish      | Omega Pharma-Quick Step     | +  | m.t             |
| 3  | Kristian Sbaragli   | MTN-Qhubeka                 |    | m.t             |
| 4  | Andrea Fedi         | Neri Sottoli                |    | m.t             |
| 5  | Danilo Napolitano   | Wanty-Groupe Gobert         |    | m.t             |
| 6  | Rafael Andriato     | Neri Sottoli                |    | m.t             |
| 7  | Barry Markus        | Belkin                      |    | m.t             |
| 8  | Niccolò Bonifazio   | Lampre-Merida               |    | m.t             |
| 9  | Michael Van Staeyen | Topsport Vlaanderen-Baloise |    | m.t             |
| 10 | Adam Phelan         | Drapac                      |    | m.t             |

|    | Coureur             | Équipe                 |    | Temps            |
| -- | ------------------- | ---------------------- | -- | ---------------- |
| 1  | Rein Taaramäe       | Cofidis                | en | 20 h 35 min 05 s |
| 2  | Adam Yates          | Orica-GreenEDGE        | +  | 6 s              |
| 3  | Romain Hardy        | Cofidis                |    | 38 s             |
| 4  | Merhawi Kudus       | MTN-Qhubeka            |    | 38 s             |
| 5  | Luis León Sánchez   | Caja Rural-Seguros RGA |    | 38 s             |
| 6  | Adam Hansen         | Lotto-Belisol          |    | 43 s             |
| 7  | Juan José Cobo      | Torku Şekerspor        |    | 44 s             |
| 8  | Enrico Barbin       | Bardiani CSF           |    | 44 s             |
| 9  | Davide Formolo      | Cannondale             |    | 44 s             |
| 10 | Aleksandr Dyachenko | Astana                 |    | 44 s             |

### 6eétape
|    | Coureur           | Équipe                 |    | Temps           |
| -- | ----------------- | ---------------------- | -- | --------------- |
| 1  | Adam Yates        | Orica-GreenEDGE        | en | 4 h 11 min 46 s |
| 2  | Davide Formolo    | Cannondale             | +  | 2 s             |
| 3  | Davide Rebellin   | CCC Polsat Polkowice   |    | 2 s             |
| 4  | Rein Taaramäe     | Cofidis                |    | 7 s             |
| 5  | Kristijan Đurasek | Lampre-Merida          |    | 7 s             |
| 6  | Juan José Cobo    | Torku Şekerspor        |    | 7 s             |
| 7  | Romain Hardy      | Cofidis                |    | 7 s             |
| 8  | Luis León Sánchez | Caja Rural-Seguros RGA |    | 15 s            |
| 9  | Adam Hansen       | Lotto-Belisol          |    | 17 s            |
| 10 | Javier Mejías     | Novo Nordisk           |    | 26 s            |

|    | Coureur           | Équipe                 |    | Temps            |
| -- | ----------------- | ---------------------- | -- | ---------------- |
| 1  | Adam Yates        | Orica-GreenEDGE        | en | 24 h 46 min 57 s |
| 2  | Rein Taaramäe     | Cofidis                | +  | 1 s              |
| 3  | Romain Hardy      | Cofidis                |    | 39 s             |
| 4  | Davide Formolo    | Cannondale             |    | 40 s             |
| 5  | Davide Rebellin   | CCC Polsat Polkowice   |    | 44 s             |
| 6  | Juan José Cobo    | Torku Şekerspor        |    | 45 s             |
| 7  | Kristijan Đurasek | Lampre-Merida          |    | 45 s             |
| 8  | Luis León Sánchez | Caja Rural-Seguros RGA |    | 47 s             |
| 9  | Adam Hansen       | Lotto-Belisol          |    | 54 s             |
| 10 | Enrico Barbin     | Bardiani CSF           |    | 1 min 04 s       |

### 7eétape
|    | Coureur             | Équipe                      |    | Temps           |
| -- | ------------------- | --------------------------- | -- | --------------- |
| 1  | Elia Viviani        | Cannondale                  | en | 3 h 04 min 25 s |
| 2  | Andrea Guardini     | Astana                      | +  | m.t             |
| 3  | Mark Cavendish      | Omega Pharma-Quick Step     |    | m.t             |
| 4  | Kris Boeckmans      | Lotto-Belisol               |    | m.t             |
| 5  | Theo Bos            | Belkin                      |    | m.t             |
| 6  | Kristian Sbaragli   | MTN-Qhubeka                 |    | m.t             |
| 7  | Ahmet Örken         | Torku Şekerspor             |    | m.t             |
| 8  | Michael Van Staeyen | Topsport Vlaanderen-Baloise |    | m.t             |
| 9  | Ken Hanson          | UnitedHealthcare            |    | m.t             |
| 10 | Wouter Wippert      | Drapac                      |    | m.t             |

|    | Coureur           | Équipe                 |    | Temps            |
| -- | ----------------- | ---------------------- | -- | ---------------- |
| 1  | Adam Yates        | Orica-GreenEDGE        | en | 27 h 51 min 22 s |
| 2  | Rein Taaramäe     | Cofidis                | +  | 1 s              |
| 3  | Romain Hardy      | Cofidis                |    | 39 s             |
| 4  | Davide Formolo    | Cannondale             |    | 40 s             |
| 5  | Davide Rebellin   | CCC Polsat Polkowice   |    | 44 s             |
| 6  | Juan José Cobo    | Torku Şekerspor        |    | 45 s             |
| 7  | Kristijan Đurasek | Lampre-Merida          |    | 45 s             |
| 8  | Luis León Sánchez | Caja Rural-Seguros RGA |    | 47 s             |
| 9  | Adam Hansen       | Lotto-Belisol          |    | 54 s             |
| 10 | Enrico Barbin     | Bardiani CSF           |    | 1 min 04 s       |

### 8eétape
|    | Coureur             | Équipe                      |    | Temps      |
| -- | ------------------- | --------------------------- | -- | ---------- |
| 1  | Mark Cavendish      | Omega Pharma-Quick Step     | en | 2 h 35 min |
| 2  | Elia Viviani        | Cannondale                  | +  | m.t        |
| 3  | Andrea Guardini     | Astana                      | +  | m.t        |
| 4  | Kris Boeckmans      | Lotto-Belisol               |    | m.t        |
| 5  | Gregory Henderson   | Lotto-Belisol               |    | m.t        |
| 6  | Theo Bos            | Belkin                      |    | m.t        |
| 7  | Aldo Ino Ilešič     | UnitedHealthcare            |    | m.t        |
| 8  | Michael Van Staeyen | Topsport Vlaanderen-Baloise |    | m.t        |
| 9  | Kristian Sbaragli   | MTN-Qhubeka                 |    | m.t        |
| 10 | Ken Hanson          | UnitedHealthcare            |    | m.t        |

|    | Coureur           | Équipe                 |    | Temps            |
| -- | ----------------- | ---------------------- | -- | ---------------- |
| 1  | Adam Yates        | Orica-GreenEDGE        | en | 30 h 26 min 22 s |
| 2  | Rein Taaramäe     | Cofidis                | +  | 1 s              |
| 3  | Romain Hardy      | Cofidis                |    | 39 s             |
| 4  | Davide Formolo    | Cannondale             |    | 40 s             |
| 5  | Davide Rebellin   | CCC Polsat Polkowice   |    | 44 s             |
| 6  | Juan José Cobo    | Torku Şekerspor        |    | 45 s             |
| 7  | Kristijan Đurasek | Lampre-Merida          |    | 45 s             |
| 8  | Luis León Sánchez | Caja Rural-Seguros RGA |    | 51 s             |
| 9  | Adam Hansen       | Lotto-Belisol          |    | 58 s             |
| 10 | Enrico Barbin     | Bardiani CSF           |    | 1 min 04 s       |

## Classements finals

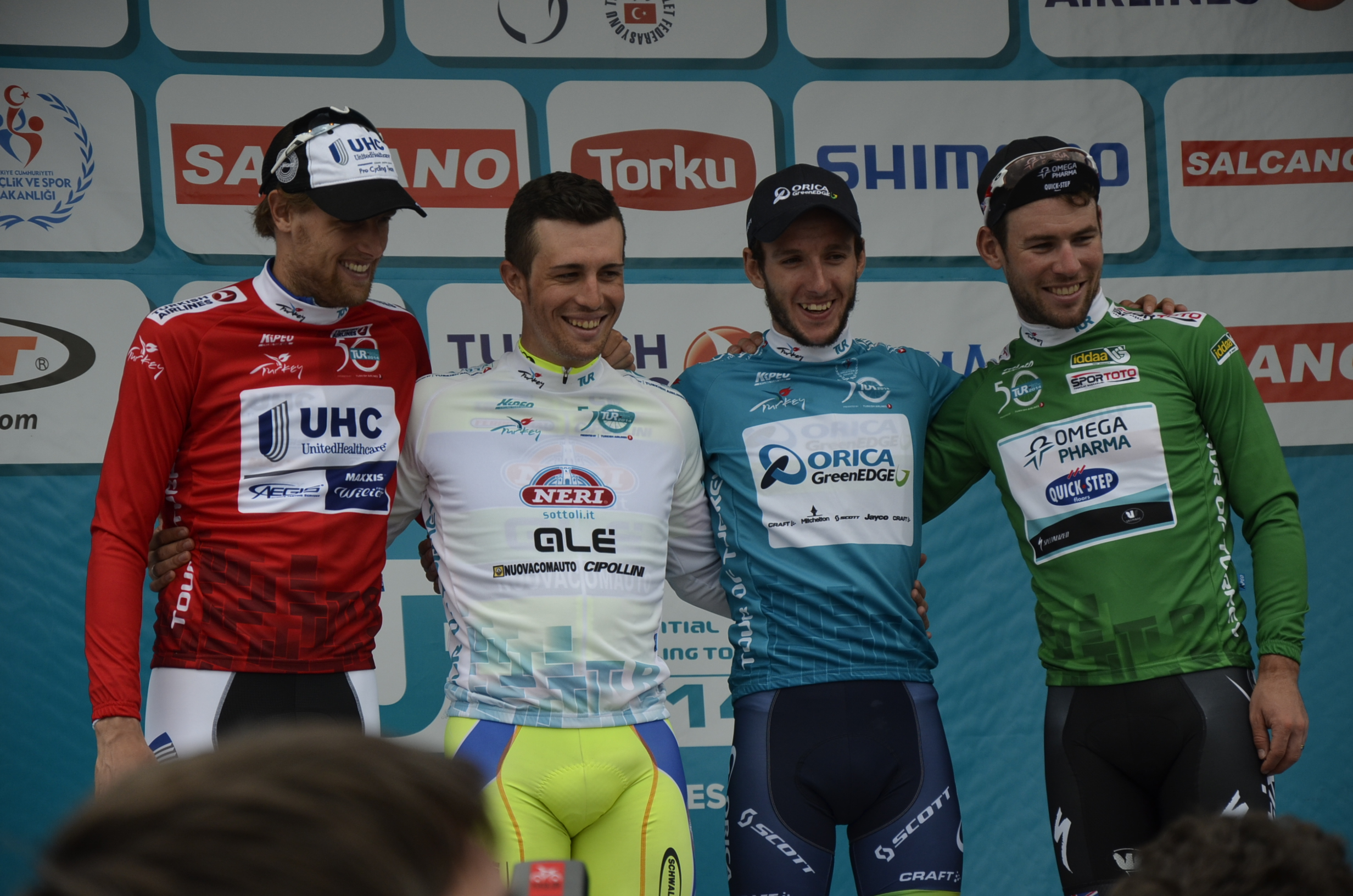
Marc de Maar, Mattia Pozzo, Adam Yates et Mark Cavendish.

### Classement général
|    | Cycliste          | Pays        | Équipe                 |    | Temps            |
| -- | ----------------- | ----------- | ---------------------- | -- | ---------------- |
| 1  | Adam Yates        | Royaume-Uni | Orica-GreenEDGE        | en | 30 h 26 min 22 s |
| 2  | Rein Taaramäe     | Estonie     | Cofidis                | +  | 1 s              |
| 3  | Romain Hardy      | France      | Cofidis                |    | 39 s             |
| 4  | Davide Formolo    | Italie      | Cannondale             |    | 40 s             |
| 5  | Davide Rebellin   | Italie      | CCC Polsat Polkowice   |    | 44 s             |
| 6  | Juan José Cobo    | Espagne     | Torku Şekerspor        |    | 45 s             |
| 7  | Kristijan Đurasek | Croatie     | Lampre-Merida          |    | 45 s             |
| 8  | Luis León Sánchez | Espagne     | Caja Rural-Seguros RGA |    | 51 s             |
| 9  | Adam Hansen       | Australie   | Lotto-Belisol          |    | 58 s             |
| 10 | Enrico Barbin     | Italie      | Bardiani CSF           |    | 1 min 04 s       |

### Classements annexes
|   | Cycliste        | Équipe           | Points |
| - | --------------- | ---------------- | ------ |
| 1 | Marc de Maar    | UnitedHealthcare | 15     |
| 2 | Davide Frattini | UnitedHealthcare | 12     |
| 3 | Adam Yates      | Orica-GreenEDGE  | 12     |

|   | Cycliste          | Équipe                  | Points |
| - | ----------------- | ----------------------- | ------ |
| 1 | Mark Cavendish    | Omega Pharma-Quick Step | 88     |
| 2 | Elia Viviani      | Cannondale              | 78     |
| 3 | Kristian Sbaragli | MTN-Qhubeka             | 48     |

|   | Cycliste          | Équipe                 | Points |
| - | ----------------- | ---------------------- | ------ |
| 1 | Mattia Pozzo      | Neri Sottoli           | 15     |
| 2 | Javier Aramendia  | Caja Rural-Seguros RGA | 8      |
| 3 | Fréderique Robert | Wanty-Groupe Gobert    | 8      |

|   | Équipe                 | Pays    |    | Temps            |
| - | ---------------------- | ------- | -- | ---------------- |
| 1 | Cofidis                | France  | en | 91 h 24 min 42 s |
| 2 | Caja Rural-Seguros RGA | Espagne | +  | 56 s             |
| 3 | CCC Polsat Polkowice   | Pologne |    | 5 mim 47 s       |

## Évolution des classements
| Étape              | Vainqueur          | Classement général | Classement du meilleur grimpeur | Classement des sprints | Classement des Turkish Beauties | Classement par équipes |
| ------------------ | ------------------ | ------------------ | ------------------------------- | ---------------------- | ------------------------------- | ---------------------- |
| 1                  | Mark Cavendish     | Mark Cavendish     | Marc de Maar                    | Mark Cavendish         | Fréderique Robert               | Lampre-Merida          |
| 2                  | Mark Cavendish     | Mark Cavendish     | Marc de Maar                    | Mark Cavendish         | Fréderique Robert               | Lampre-Merida          |
| 3                  | Rein Taaramäe      | Rein Taaramäe      | Rein Taaramäe                   | Mark Cavendish         | Mattia Pozzo                    | Cofidis                |
| 4                  | Mark Cavendish     | Rein Taaramäe      | Rein Taaramäe                   | Mark Cavendish         | Mattia Pozzo                    | Cofidis                |
| 5                  | Elia Viviani       | Rein Taaramäe      | Marc de Maar                    | Mark Cavendish         | Mattia Pozzo                    | Cofidis                |
| 6                  | Adam Yates         | Adam Yates         | Marc de Maar                    | Mark Cavendish         | Mattia Pozzo                    | Cofidis                |
| 7                  | Elia Viviani       | Adam Yates         | Marc de Maar                    | Mark Cavendish         | Mattia Pozzo                    | Cofidis                |
| 8                  | Mark Cavendish     | Adam Yates         | Marc de Maar                    | Mark Cavendish         | Mattia Pozzo                    | Cofidis                |
| Classements finals | Classements finals | Adam Yates         | Marc de Maar                    | Mark Cavendish         | Mattia Pozzo                    | Cofidis                |